# Żencin
SERVICIOS CLOUD 
VENTAJAS:
•Agilidad.
•Adiós al mantenimiento.
•Movilidad y acceso desde •cualquier lugar.
•Actualización permanente.
•Más seguridad.
•Almacenamiento ilimitado.
•Mayor sostenibilidad.
DESVENTAJAS:
•Se requiere una conexión •permanente a Internet.
•No funciona bien con conexiones de baja velocidad.
•Aplicaciones Web Vs Software de escritorio.
•Los datos en la nube no están seguros.
•Riesgos a la pérdida de datos.
Los servicios de nube son infraestructuras, plataformas o sistemas de software que alojan los proveedores externos y que se ponen a disposición de los usuarios a través de Internet.
yovany Gayosso López